# アウディ・R15 TDI
アウディ・R15 TDIとは、アウディがル・マン24時間耐久レースへ参戦するため、アウディ・R10 TDIの後継として開発したプロトタイプレーシングカーである。R10と比較し「第2世代」ディーゼルレーシングカーとアウディは呼んでいる。

## 概要

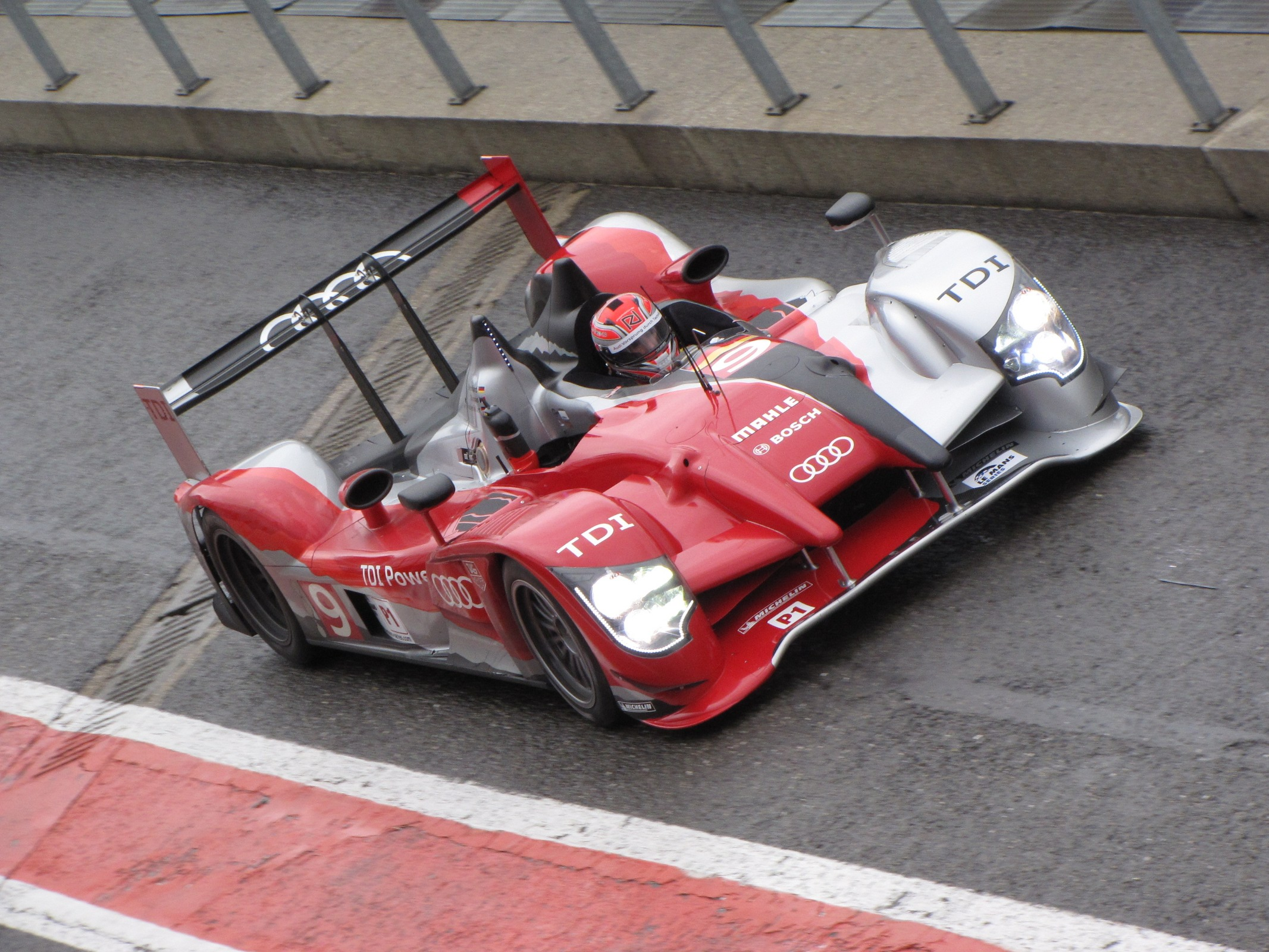
改良型のアウディ・R15プラス　2010年ル・マンにて

2009年3月19日（中央ヨーロッパ時間）に発表され、同年のアメリカン・ル・マン・シリーズ (ALMS) の開幕戦セブリング12時間レースでデビューした。
R15 TDIのエンジンは新設計のV10ディーゼルエンジンで、1,050 Nmのトルクと600 ps以上の最高出力を発生する。前モデルR10の V12エンジンと比べてコンパクトで軽量に仕上がっている。
従来の風洞実験に加え、コンピュータ流体力学 (CFD) を駆使して開発されたハイノーズのボディは、従来のローノーズのスタイルから一新された。リヤウイングもスワンネック（吊り下げ式）に変更され、多くの新しいアプローチが取られた。また、R10と同様、5速セミ・オートマチックを採用している。
2010年には進化型のR15プラスを投入。前年度からレギュレーションが変更されたことにより、ディーゼルエンジン搭載車のリストリクターが小径化され、出力が低下した。パワー不足を補うためフロントノーズの形状を変更、分割型にするなどフロント回りを中心に、空力面のブラッシュアップが施された。

## ル・マン24時間レースでの戦績

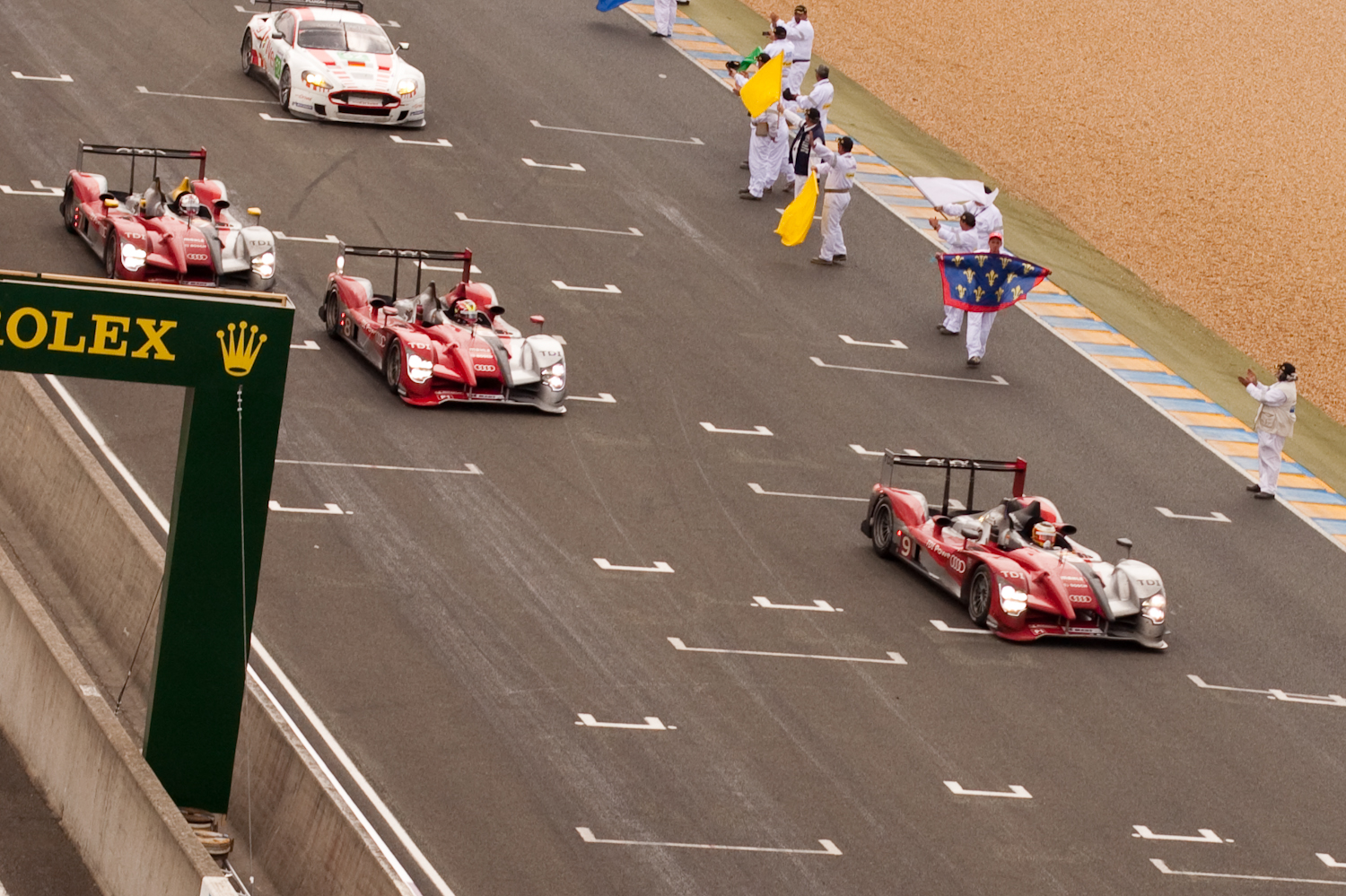
2010年ル・マン、R15の1-3フィニッシュの様子

デビュー年の2009年は予選最高位は2位。決勝ではライバルで同様にディーゼルエンジンを採用するプジョー・908 HDi FAPの後塵を拝し3位となった。
2010年には予選でプジョー・908 HDi FAPが上位4台を独占するなどラップタイムで上回ることは出来なかったが、決勝では安定感を武器に逆転し上位3台を独占。総周回数397周（歴代1位タイ）、総走行距離5410.71 km（歴代1位）という成績を残し王座を奪回した。
R15のル・マン24時間レースにおけるワークスとしての活動は2010年限りで終了し、わずか2年の活躍であった。2011年にはクローズド・ボディの新型アウディ・R18 TDIを投入した。